# 11º Corpo d'armata (Russia)
L'11º Corpo d'armata (in russo 11-й армейский корпус?, 11-j armejskij korpus; unità militare 54259) è un corpo d'armata delle Forze terrestri russe, facente parte del Distretto militare di Leningrado e con base a Gusev, nella regione di Kaliningrad. Il corpo è parte costituente delle forze terrestri della Flotta russa del Baltico.

## Storia
Il corpo è stato costituito il 1º aprile 2016 nell'ex Distretto militare occidentale e opera nell'Oblast di Kaliningrad. Il suo primo comandante fu Jurij Jarovickij.
Dal 24 febbraio 2022 il corpo è stato impegnato nell'invasione russa dell'Ucraina. Il 26 ottobre 2022 Reuters ha pubblicato un rapporto speciale riguardante la sconfitta e la ritirata di un distaccamento dell'11º Corpo d'armata sotto il comando del colonnello Ivan Popov e migliaia di documenti lasciati in una base a Balaklija dopo la controffensiva ucraina nella parte orientale dell'oblast' di Charkiv del 6-8 settembre. Secondo i documenti, le unità del corpo avevano subito gravi perdite nei pressi di Balaklija. In un'azione nei pressi di Hrakove il 19 luglio trentanove uomini rimasero feriti, sette morirono e 17 risultarono dispersi; inoltre un carro armato e due veicoli trasporto truppe andarono perduti. Nel frattempo, il 24 luglio, 12 marines furono uccisi in un attacco HIMARS. Entro il 30 agosto il corpo era sceso al 71% della sua forza autorizzata, anche se erano state ordinate altre reclute, mentre il 2º Battaglione d'assalto aveva solo 49 uomini, mentre ne avrebbe dovuti avere 240. Nel settembre successivo il capo dell'intelligence del corpo d'armata, tenente colonnello Dmitrij Radionov, è stato ucciso in combattimento.
Nell'ottobre del 2022 il corrispondente militare statunitense David Axe riportò che l'11º Corpo delle Forze Armate russe aveva subito significative perdite durante la controffensiva di Charkiv. Secondo Axe, il corpo militare avrebbe perso circa la metà del proprio personale e un numero considerevole di veicoli, stimato in circa 200 unità. A seguito di tali perdite sarebbe stato necessario un lungo periodo di riposo, riequipaggiamento e reclutamento per consentire al corpo di recuperare, anche solo parzialmente, la propria capacità operativa precedente.
Nel maggio 2024, sono apparse notizie che l'11º Corpo d'armata stesse prendendo parte all'offensiva di Charkiv del 2024. Il 16 maggio le forze ucraine hanno dichiarato che due delle formazioni dell'11º Corpo schierate nel settore di Vovčans'k, la 138ª Brigata fucilieri motorizzata e il 7º Reggimento della 18ª Divisione fucilieri motorizzata, avevano subito perdite stimate attorno al 70% in meno di due settimane, rendendole inefficaci per le operazioni di combattimento. Con l'offensiva ucraina nell'oblast' di Kursk iniziata nell'agosto 2024, la 18ª Divisione è stata trasferita nella regione per contrastare le forze ucraine, perdendo un comandante di battaglione del 9º Reggimento dell'unità, tenente colonnello Sergej Čebnev.
A inizio marzo 2025, il 1º Battaglione del 9º Reggimento fucilieri motorizzato è stato avvistato combattere in direzione di Pogrebki, a nord ovest di Sudža nella regione di Kursk.

## Ordine di battaglia
- 18ª Divisione fucilieri motorizzata delle guardie "Insterburg" (unità militare 00174)
  - 9º Reggimento fucilieri motorizzato
  -  79º Reggimento fucilieri motorizzato delle guardie "Insterburg" (unità militare 63940)
  - 275º Reggimento fucilieri motorizzato delle guardie
  - 280º Reggimento fucilieri motorizzato delle guardie
  -  11º Reggimento corazzato (unità militare 41611)
  -  29º Reggimento artiglieria semovente delle guardie (unità militare 37818)
- 244ª Brigata artiglieria "Neman" (unità militare 41603)
- 152ª Brigata missilistica delle guardie "Brest-Varsavia" (unità militare 54229)
- 7º Reggimento fucilieri motorizzato delle guardie "Proletariato di Mosca-Minsk" (unità militare 06414)
- 22º Reggimento missilistico contraereo delle guardie (unità militare 54129)
- 20º Battaglione ricognizione
- 46º Battaglione ricognizione (unità militare 87832)
- 73º Battaglione genio pontieri
- 40º Battaglione comando

## Comandanti
- Tenente generale Jurij Jarovickij (2016 - 2020)
- Tenente generale Andrej Ruzinskij (2020 - in carica)[9]